# Narendra Patel, Baron Patel

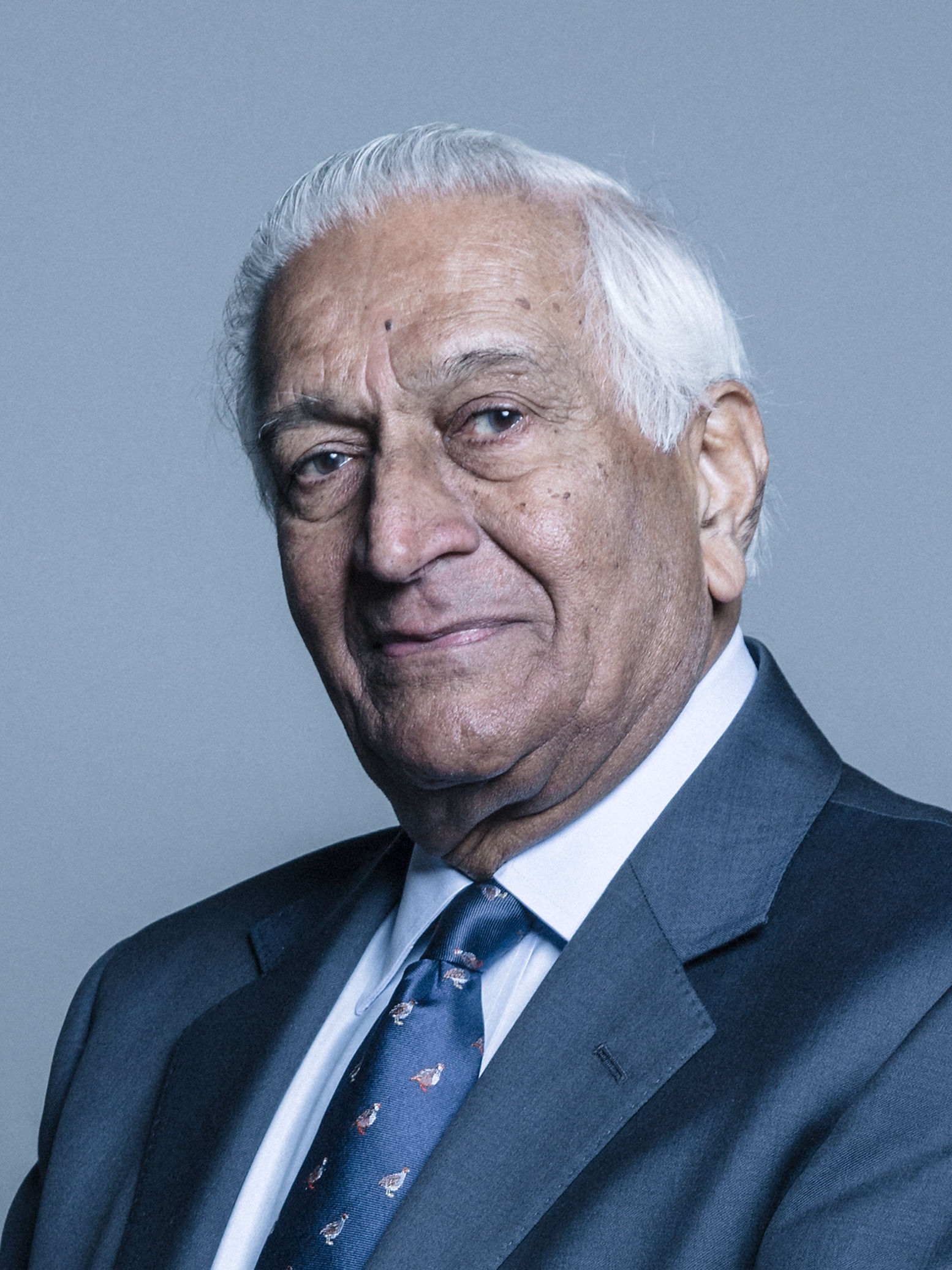
Narendra Patel, Baron Patel

Narendra Babubhai Patel, Baron Patel, KT, Kt, FMedSci, FRSE (* 11. Mai 1938 in Lindi, heutiges Tansania) ist ein britisch-tansanischer Geburtshelfer, ehemaliger Kanzler der University of Dundee und Life Peer.

## Leben
Patel kam als Sohn indischer Immigranten zur Welt. Er studierte bis 1964 Medizin an der University of St. Andrews und war hiernach über dreißig Jahre lang am Ninewells Hospital in Dundee beschäftigt, ab 1974 als beratender Geburtshelfer.
1969 wurde Patel Mitglied des Royal College of Obstetricians and Gynaecologists, 1988 wurde er zum Fellow ernannt; von 1992 bis 1995 war er Vizepräsident und von 1995 bis 1998 Präsident dieser Organisation. Im Jahr 2000 erfolgte die Wahl zum Fellow der Royal Society of Edinburgh. Mehrere Universitäten verliehen Patel die Ehrendoktorwürde, zahlreiche medizinische Vereinigungen ernannten ihn zum Ehrenmitglied.
1997 schlug ihn die Queen zum Knight Bachelor, 1999 wurde er mit dem Titel Baron Patel, of Dunkeld in Perth and Kinross, in den Stand eines Life Peer erhoben und ist seither Mitglied des House of Lords. Im Parlament sitzt er auf Seiten der Crossbencher.
Im Jahr 2006 wurde er zum Kanzler der University of Dundee ernannt; er blieb bis 2018 in diesem Amt. 2009 wurde er zum Knight Companion des Order of the Thistle geschlagen.
Er ist verheiratet und hat drei Kinder.